# Torneo di Wimbledon 1896
Il Torneo di Wimbledon 1896 è stata la 20ª edizione del Torneo di Wimbledon e prima prova stagionale dello Slam per il 1896.
Si è giocato sui campi in erba dell'All England Lawn Tennis and Croquet Club di Wimbledon a Londra in Gran Bretagna. 
Il torneo ha visto vincitore nel singolare maschile il britannico Harold Mahony
che ha sconfitto in finale in 5 set il connazionale Wilfred Baddeley con il punteggio di 6–2 6–8 5–7 8–6 6–3.
Nel singolare femminile si è imposta la britannica Charlotte Cooper
che ha battuto in finale in 2 set la connazionale Alice Simpson Pickering.
Nel doppio maschile hanno trionfato Wilfred Baddeley e Herbert Baddeley.

## Risultati

### Singolare maschile
Harold Mahony ha battuto in finale  Wilfred Baddeley con il punteggio di 6–2 6–8 5–7 8–6 6–3

### Singolare femminile
Charlotte Cooper ha battuto in finale  Alice Simpson Pickering con il punteggio di 6–2, 6–3

### Doppio maschile
Wilfred Baddeley /  Herbert Baddeley hanno battuto in finale  Reginald Doherty /  Harold Nisbet con il punteggio di 1–6, 3–6, 6–4, 6–2, 6–1